# Alain Labrousse
Pour les articles homonymes, voir Labrousse.
 (mai 2019).
Si vous disposez d'ouvrages ou d'articles de référence ou si vous connaissez des sites web de qualité traitant du thème abordé ici, merci de compléter l'article en donnant les références utiles à sa vérifiabilité et en les liant à la section « Notes et références ».
Alain Labrousse, né le 19 février 1937 à Libourne et mort le 6 juillet 2016 à Paris, est un journaliste, sociologue et géopolitologue français, spécialiste de la géopolitique des drogues et de l'Amérique latine.
Il fut fondateur et le directeur de l'Observatoire géopolitique des drogues (OGD). En 2002, Il devient consultant auprès de l'Observatoire français des drogues et des toxicomanies (OFDT) et de l’Union européenne. Il est aussi membre de l'Observatoire de la criminalité internationale (OGCI, université de Liège). Il est éditeur de la revue Drogues Trafic International. Et il publie des articles à la revue française Politique internationale.
Ses travaux sont reconnus depuis la publication en 1986 de Coca Coke et jusqu'à présent du premier Dictionnaire géopolitique des drogues, aidé de 70 experts dans une centaine de pays.

## Biographie
Alain Labrousse naît en 1937.
Il réussit son doctorat en lettres à Bordeaux puis en sociologie à Paris I. Il enseigne pendant cinq ans au lycée français de Montevideo en Uruguay (1965-1970) et deux ans au Maroc (1969-1971). Il poursuivra son travail ou vivra en Amérique latine jusqu'en 1985, qui donnera lieu à une demi-douzaine d’ouvrages sur les mouvements sociopolitiques du cône Sud de l’Amérique latine (les Tupamaros d’Uruguay, le Chili de l’Unité populaire, l’Argentine du retour de Juan Perón) et les mouvements indiens des pays andins (1981-1985) ainsi que sur la guérilla maoïste du Sentier lumineux du Pérou (1989).
À la suite de ses recherches sur « Identité indienne et mobilisation politique », notamment en Bolivie et au Pérou, Alain Labrousse s’est intéressé à la feuille de coca et à la géopolitique des drogues, matière de plusieurs ouvrages dont Coca Coke.
Constatant la pauvreté de l'information sur les drogues, notamment sur l'Asie centrale, Alain Labrousse fonde, puis dirige l’Observatoire géopolitique des drogues (OGD) de 1990 à 2000, date à laquelle l'observatoire prend fin par souci financier. Il suivit donc l’évolution de la situation des drogues, d'abord au Pakistan, puis en Afghanistan où il a fait quatre séjours entre 1992 et 2001. En vue de la rédaction de son livre Afghanistan, opium de guerre, opium de paix (2005), il a passé de deux mois (avril-mai 2005) dans différentes régions de ce pays.
Alain Labrousse travaille comme expert indépendant dans le domaine des drogues, notamment auprès de l’Union européenne. À partir de 2005, il est membre du collège scientifique de l’Observatoire français des drogues et des toxicomanies (OFDT) et secrétaire du conseil d’administration de la Mission d’aide aux économies rurales en Afghanistan (MADERA).
Il meurt le 12 juillet 2016, à l'âge de 79 ans.
Une page Facebook Observatoire Géopolitique des Drogues lui est dédiée. 

## Publications
- [avec] Alain Hertoghe, Le Sentier lumineux - Un nouvel intégrisme dans le tiers-monde, Paris, La Découverte, 1989, 240 p.
- Le réveil indien en Amérique latine, P.-M. Favre, 1985
- Sur les chemins des Andes, à la rencontre du monde indien, Paris, L'Harmattan, 1983.
- Géopolitique et géostratégie des drogues, avec Michel Koutouzis, Economica, coll. « Poche. Géopolitique », 1996
- Géopolitique des drogues, Presses universitaires de France, coll. « Que sais-je ? », 2004 (note de lecture)
- Dictionnaire géopolitique des drogues. La drogue dans 134 pays. Productions, trafics, conflits, usages, Éd. De Boeck
- L'Expérience chilienne : réformisme ou révolution?, Paris, 1972, Éditions du Seuil.
- Avec François Gèze, Argentine : révolution et contre-révolutions, Paris, 1975, Éditions du Seuil.
- Tupamaros de l'Uruguay, des armes aux urnes, Paris, 2009, Éditions du Rocher.
- Les Tupamaros. Guérilla urbaine en Uruguay, Paris, Éditions du Seuil, 1971.

### Archives
- Inventaire du fonds d'archives de Alain Labrousse conservé à La contemporaine.